# Tazewell County, Virginia
Tazewell County är ett administrativt område i delstaten Virginia, USA, med 45 078 invånare. Den administrativa huvudorten (county seat) är Tazewell. Countyt har fått sitt namn efter politikern Henry Tazewell.

## Geografi
Enligt United States Census Bureau har countyt en total area på 1 347 km². 1 347 km² av den arean är land och 0 km² är vatten.

### Angränsande countyn
- McDowell County, West Virginia - norr och väster
- Mercer County, West Virginia - nordost
- Buchanan County - nordväst
- Russell County - väst
- Smyth County - söder
- Bland County - öst